# Кушки (Московская область)
Кушки — деревня в Талдомском районе Московской области Российской Федерации, в составе сельского поселения Гуслевское. Население — 13 чел. (2010).
Рядом с деревней находится одноимённое садовое товарищество, на месте которого располагался завод. Поблизости располагаются также садовые товарищества «Взлёт» и «Красная Пресня». В деревне имеется магазин.

## Население
| 1859 | 1905 | 1926 | 2002 | 2006 | 2010 |
| ---- | ---- | ---- | ---- | ---- | ---- |
| 143  | ↗222 | ↗343 | ↘35  | ↘12  | ↗13  |

## История
Помещичье сельцо. В 1862 году 12 дворов, 143 жителя, имелся кирпичный завод. В 1895 году 192 жителя. В 1905 году 34 двора, 222 жителя. При сельце находилась усадьба Зилова, 1 двор, 12 жителей. В 1925 году у деревни Кушки вновь начал работу кирпичный завод, который не сохранился до наших дней.
В Кушках располагалось ныне не сохранившееся поместье потомственных дворян Зиловых. Поэт Лев Николаевич Зилов в своих воспоминаниях пишет: «…в роду было больше людей обычных, ничем не выдающихся военных (один из них был убит в Отечественную войну при Березине), которые в небольших чинах выходили в отставку, поселялись в Кушках и занимались хозяйством». Поэт также вспоминает о своем предке Михаиле Афанасьевиче Зилове, хлебосольном богатом барине, большом чудаке. Он держал хор из крепостных крестьян, а в пруду устроил своеобразный аквариум с редкими рыбками.
Когда Наполеон шёл победным маршем к Москве, вести о его продвижении быстро долетели до села Кушки. А потом в Кушецкой глуши с ужасом наблюдали на ночном горизонте зарево от московского пожарища. Вскоре в Кушках появились беженцы из Москвы, которым удалось ночами, пешком, с детьми, лесными тропами пробраться в этот тихий уголок. Среди прочих, в жалком, оборванном виде пришел и господин Соц, известный в Москве владелец гостиниц. Всех этих господ французы использовали вместо перевозного скота для вывоза их собственного имущества. Вскоре Кушки наполнились беженцами из Дмитрова, которые заняли флигели не только в усадьбе, но и почти все крестьянские избы. Когда французы достигли Дмитрова, беженцы решили ехать в Калязин. Перед отъездом к Михаилу Зилову пришли кушецкие и даже окрестные крестьяне и просили не уезжать, обещая спрятать всех в лесу. Но как ни тронула господское сердце такая преданность, решено было отправиться в путь, поскольку к этому времени неприятель уже дошел до Орудьево, совсем недалеко от Кушек…Из воспоминаний местных жителей
Вскоре французы покинули Москву и беженцы благополучно вернулись в свои дома. После ухода французов из Дмитрова, не позволившего им прихватить с собой награбленное, Михаилу Зилову досталось прекрасное издание Вольтера и географический атлас, по которому впоследствии обучались географии все его дети.
В 1934—1936 годах деревня была электрифицирована, путём подключения к торфяной Власовской электростанции.

## Транспорт
Ближайшая железнодорожная станция — платформа Вербилки, до которой можно добраться пешком или на автобусе. По асфальтовой дороге на автомобиле можно доехать до села Новогуслево и трассы Р112 (3 км). Из Кушек в Вербилки есть местная дорога через Новогуслево и мост, по которой доехать до посёлка можно не выезжая на трассу.